# Fujiwara no Sadako

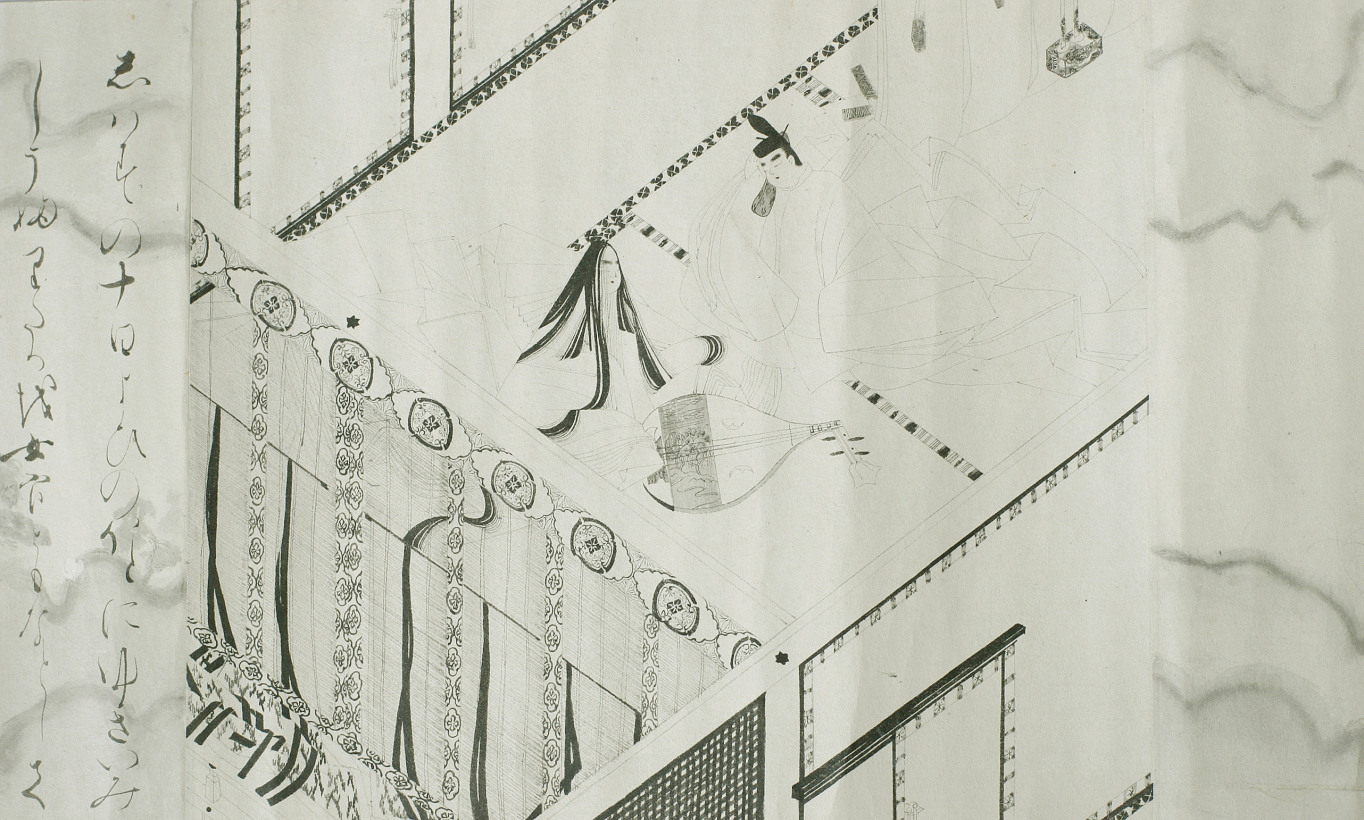
Abbildung im Kopfkissenbuch

Fujiwara no Sadako (japanisch 藤原 定子, Vorname auch Teishi gelesen; geboren 977; gestorben 13. Januar 1001 in Kyōto) war eine japanische Gemahlin des Kaisers Ichichjō.

## Leben und Wirken
Fujiwara no Sadako war die Tochter von Fujiwara no Michitaka (953–995), ihre Mutter war Takashina no Kishi (高階 貴子; gestorben 996). Im Februar 990 wurde sie Hofdame (女御, Nyōgo) und im Oktober Nebenfrau (Chūgū) des Kaisers Ichijō. Als Sadakos Onkel Fujiwara no Michinaga seine Tochter Shōshi (988–1044) im Jahr 1000 als Nebenfrau einsetzte, erhielt Sadako die mit mehr Prestige versehene Stellung als Kōgō. Es geschah zum ersten Mal, dass ein Kaiser gleichzeitig zwei Kaiserinnen hatte.
Am 15. Dezember dieses Jahres brachte Sadako die kaiserliche Prinzessin Bishi (媄子内親王, Bishi naishinnō) zur Welt, starb aber am nächsten Tag. Sei Shonagon diente Kaiserin Sadako als Vorbild für das „Makura no Sōshi“ (枕草子) – „Das Kopfkissenbuch“. Es bietet detaillierte Informationen über Sadakos Privatleben, bemerkenswert ist jedoch, dass Sadakos früher Tod kaum erwähnt wird.